# Ernest J. Gaines
Ernest James Gaines (Parrocchia di Pointe Coupee, 15 gennaio 1933 – Parrocchia di Pointe Coupee, 5 novembre 2019) è stato uno scrittore statunitense.

## Biografia
Ernest J. Gaines è nato nella Parrocchia di Pointe Coupee, in Louisiana, da Manuel Gaines e Adrienne J. Colar il 15 gennaio 1933.
Primogenito di 12 fratelli, cresciuto dalla zia, ha iniziato giovanissimo a lavorare nei campi di cotone prima di lasciare la Louisiana per raggiungere nel 1948 la madre e il patrigno a Vallejo, in California.
Laureatosi all'Università di Stanford, ha iniziato la carriera di scrittore scrivendo racconti ispirati alla sua infanzia prima di esordire nel romanzo nel 1964 con Catherine Carmier.
In seguito ha pubblicato numerosi romanzi, racconti e saggi (alcuni dei quali trasposti in film) oltre ad insegnare scrittura creativa alla University of Louisiana at Lafayette.
Nel 1993 il romanzo Una lezione prima di morire ha vinto il National Book Critics Circle Award per la narrativa e il Premio Dos Passos.
É morto a 86 anni il 5 novembre 2019 nella sua casa di Oscar, nella Parrocchia di Pointe Coupee.

## Opere

### Romanzi
- Catherine Carmier (1964)
- Of Love and Dust (1967)
- Bloodline (1968)
- L'autobiografia di Miss Jane Pittman (The Autobiography of Miss Jane Pittman, 1971), Fidenza, Mattioli 1885, 2022 traduzione di Nicola Manuppelli ISBN 978-88-6261-798-7.
- A Long Day in November (1971)
- In My Father's House (1978)
- A Gathering of Old Men (1983)
- Una lezione prima di morire (A Lesson Before Dying, 1993), Fidenza, Mattioli 1885, 2010 traduzione di Nicola Manuppelli ISBN 978-88-6261-135-0.
- Mozart and Leadbelly: Stories and Essays (2005)
- La tragedia di Brady Sims (The Tragedy of Brady Sims, 2017), Fidenza, Mattioli 1885, 2020 traduzione di Nicola Manuppelli ISBN 978-88-6261-740-6.

### Racconti
- The Turtles (1956)
- Boy in the Double-Breasted Suit (1957)
- Mary Louis (1960)
- Just Like a Tree (1963)
- The Sky Is Gray (1963)
- A Long Day in November (1964)
- My Grandpa and the Haint (1966)

## Filmografia
- The Autobiography of Miss Jane Pittman (1974) regia di John Korty (soggetto)
- The Sky Is Gray (1980) regia di Stan Lathan (soggetto)
- Tutti colpevoli (A Gathering of Old Men) (1987) regia di Volker Schlöndorff (soggetto)
- Death Row - Nel braccio della morte (A Lesson Before dying) (1980) regia di Joseph Sargent (soggetto)